# Greatham (Hampshire)
Greatham – wieś w Anglii, w hrabstwie Hampshire, w dystrykcie East Hampshire. Leży 34 km na wschód od miasta Winchester i 73 km na południowy zachód od Londynu. W 2001 miejscowość liczyła 829 mieszkańców.